# 泰緬戦争 (1759年-1760年)
泰緬戦争（たいめんせんそう）は、コンバウン王朝ミャンマーとアユタヤ王朝シャムとの間で行われた戦争である。

## 背景
コンバウン王朝開祖アラウンパヤーは1756年にモン族のペグー王朝を滅ぼしたが、ペグー王朝の残党たちに反乱が勃発した。この反乱は鎮圧したものの、モン族の反乱者たちはアユタヤ王朝の領土だったテナセリムに亡命した。アラウンパヤーはアユタヤ王朝に反乱者たちの引渡しを求めたが、アユタヤ側はこれを拒否した。1759年、アラウンパヤーは二男シンビューシンと挙兵以来の功臣であるミンカウンノーラタを引き連れて、モン族反乱者とそれを支援するアユタヤ王朝への侵攻を始めた。歴史家G.E.ハーヴェイといった一部の歴史家は「反乱者引渡し拒否は口実に過ぎず、アラウンパヤーの本心は、シャムを属国としていたバインナウンの第二帝国時代の再現にあったとしている。

## アユタヤ包囲
ミャンマー軍はダウェイでシャム軍に勝利し、さらに南下してメルギーを占領した。さらにクラ地峡を横断してアユタヤを目指して進軍して、1760年3月にスパンブリーの要塞を占領した。アラウンパヤーは、雨季になる前に勝負をつけるためそのままアユタヤ包囲に取り掛かった。だが包囲中にアラウンパヤーが病気によって倒れてしまったため、ミャンマー軍はアユタヤから退却していった。ミャンマー軍は無事に退却成功したが、アラウンパヤーはマルタバン近郊で病死した。